# Lək (Ucar)
Lək è un comune dell'Azerbaigian situato nel distretto di Ucar. Conta una popolazione di 3 494 abitanti.